# Mariestads-Tidningen
Mariestads-Tidningen (MT) är en lokal morgontidning med primärt utgivningsområde i Mariestads, Töreboda och Gullspångs kommuner. Tidningen tillhör NWT-koncernen.
Tidningen grundades 1817 under namnet Mariestads Weckoblad och blev 1861 en tvådagarstidning. 1884 byttes namnet till Tidning för Skaraborgs län (TSL). 1942 blev TSL en eftermiddagstidning med utgivning tre dagar i veckan, 1965 en morgontidning som 1966 införde utgivning fem dagar i veckan. 1963 köptes tidningen av NWT-koncernen, och 1998 bytte tidningen namn till Mariestads-Tidningen efter att Skaraborgs län blivit en del av Västra Götalands län. Från maj 2024 ges tidningen enbart ut tre gånger per vecka.